# Isabey-Moschee (Selçuk)

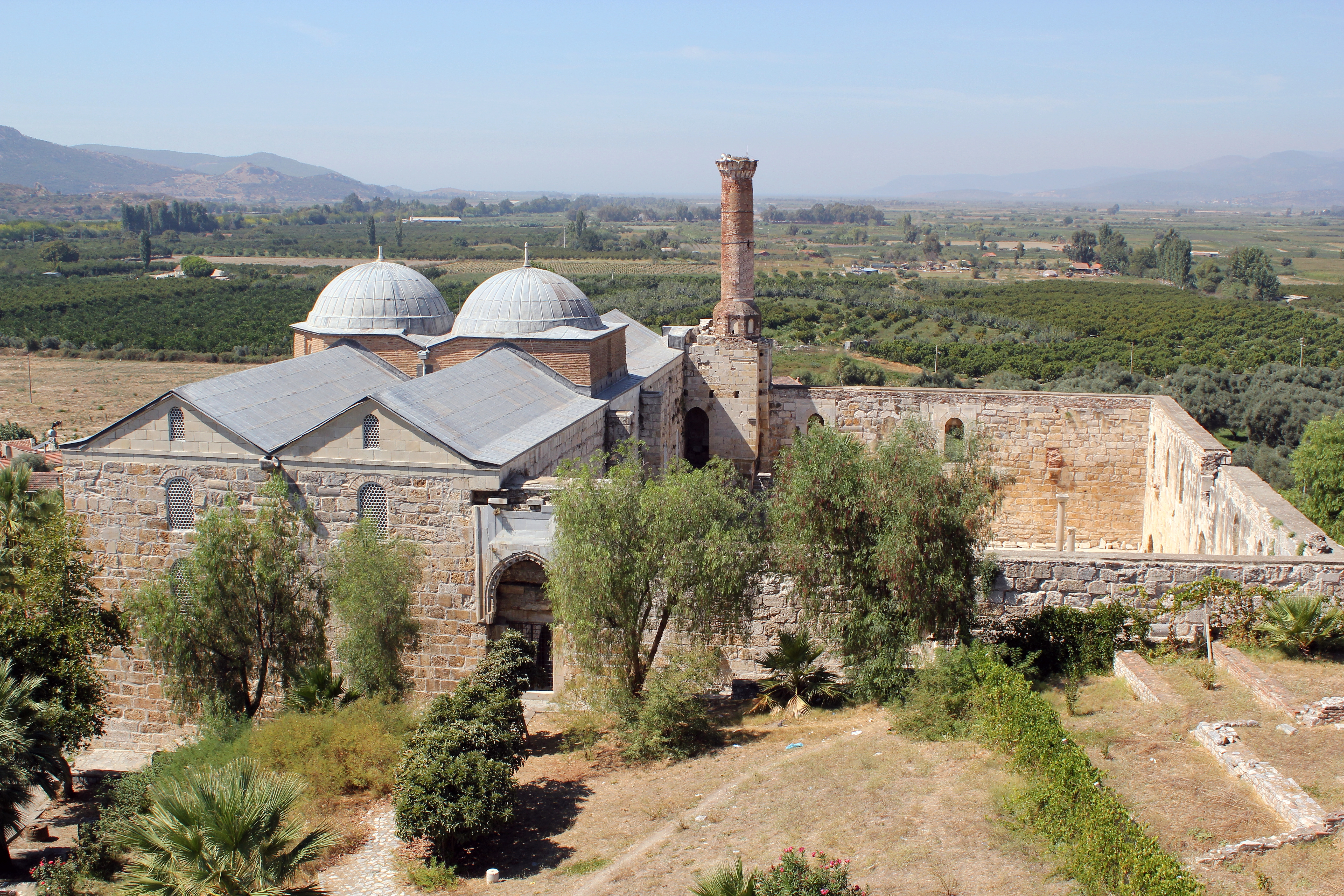
Isabey-Moschee vom Burghügel

Grundriss

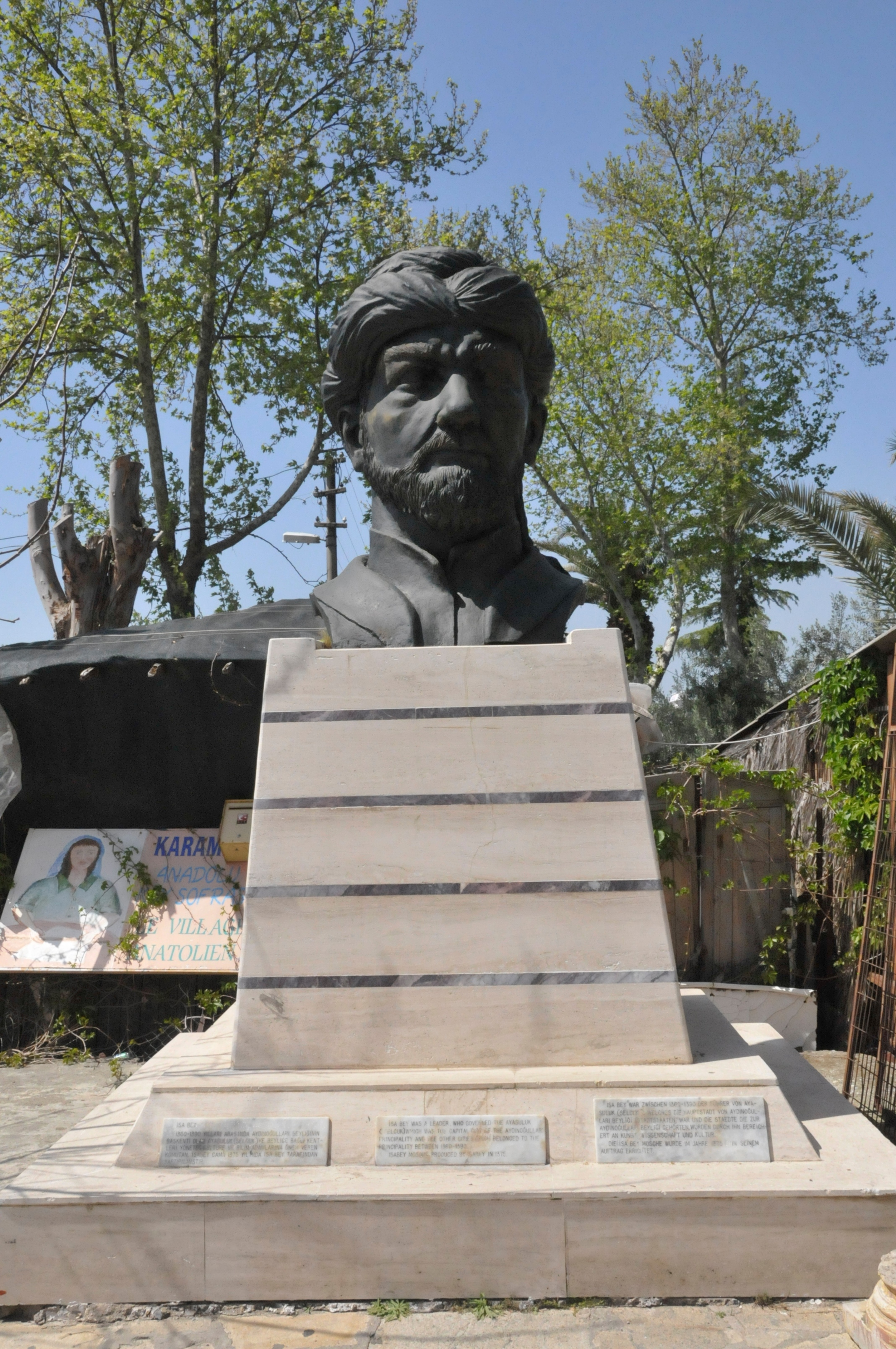
Büste des Isa Bey vor der Moschee. Die drei Inschriftstafeln geben ein Baujahr der Moschee von 1375 an.

Die Isabey-Moschee (türkisch Isabey Camii) liegt am südwestlichen Fuß des Burghügels Ayasoluk unterhalb der Zitadelle und der Johanneskirche, etwa 300 m nordöstlich des Artemisions von Ephesos, in der Kreisstadt Selçuk in der türkischen Provinz Izmir.

## Baugeschichte
Der Sultan Isa Bey I. (1360–1390), Sohn von Mehmet Bey, dem Begründer der seldschukischen Dynastie der Aydınoğulları, die im 14. und 15. Jahrhundert in Westanatolien herrschte, ließ 1374 (nach anderen Quellen 1375) die Moschee vom Damaszener Architekten Ali ibn el Dımışki im Typus einer arabischen Hofmoschee erbauen. Eine Bauinschrift über dem Hauptportal gibt das Jahr 777 des islamischen Kalenders als Baujahr an. Bei den Erdbeben von 1653 und 1668 wurden die Arkaden des Innenhofs zerstört. Eines der beiden Minarette, die sich an den Nordost- und Nordwestecken des Gebetsraumes befanden, wurde komplett zerstört, das andere bis zum Balkon abgetragen. Nachdem das Gebäude lange Zeit zweckentfremdet und unter anderem als Karawanserei genutzt worden war, wurde die Moschee nach einer kompletten Restaurierung 1975 wieder eröffnet. 2005 wurde eine Renovierung vorgenommen, bei der unter anderem das Bleidach erneuert wurde.

## Aufbau
Die Isabey-Moschee umschließt ein Areal von etwa 56,5 × 48,5 m und besteht aus einem Arkadenhof und einem dreiteiligen Gebetsraum. Durch das westlich gelegene Hauptportal, das von einer gezähnten Einfassung umgeben, abwechselnd mit gelblichen und weißen Steinen gemauert ist und oben von einem Muqarnas abgeschlossen wird, betritt man den Innenhof, von dessen Arkaden an drei Seiten nur noch einzelne Säulen zu sehen sind. Das frühere Holzdach ist vergangen. Über dem Portal steht das einzig verbliebene Minarett, das zweite befand sich über dem gegenüberliegenden, bergseitigen Tor. Ein drittes, kleineres Tor liegt an der Nordseite. Im Zentrum des Hofes befindet sich ein achteckiger Brunnen. Die Tür mit drei spitzbogigen Durchgängen an der Südseite führt in den eigentlichen, dreiteiligen Gebetsraum von etwa 18 × 48 m. Der mittlere Teil mit Kanzel und Mihrab (Gebetsnische) ist von zwei osmanischen Kuppeln gekrönt, die innen mit türkisfarbenen und blauen Fayencen geschmückt sind. Die vier gewölbetragenden dunklen Granitsäulen stammen aus den Hafenthermen von Ephesos.

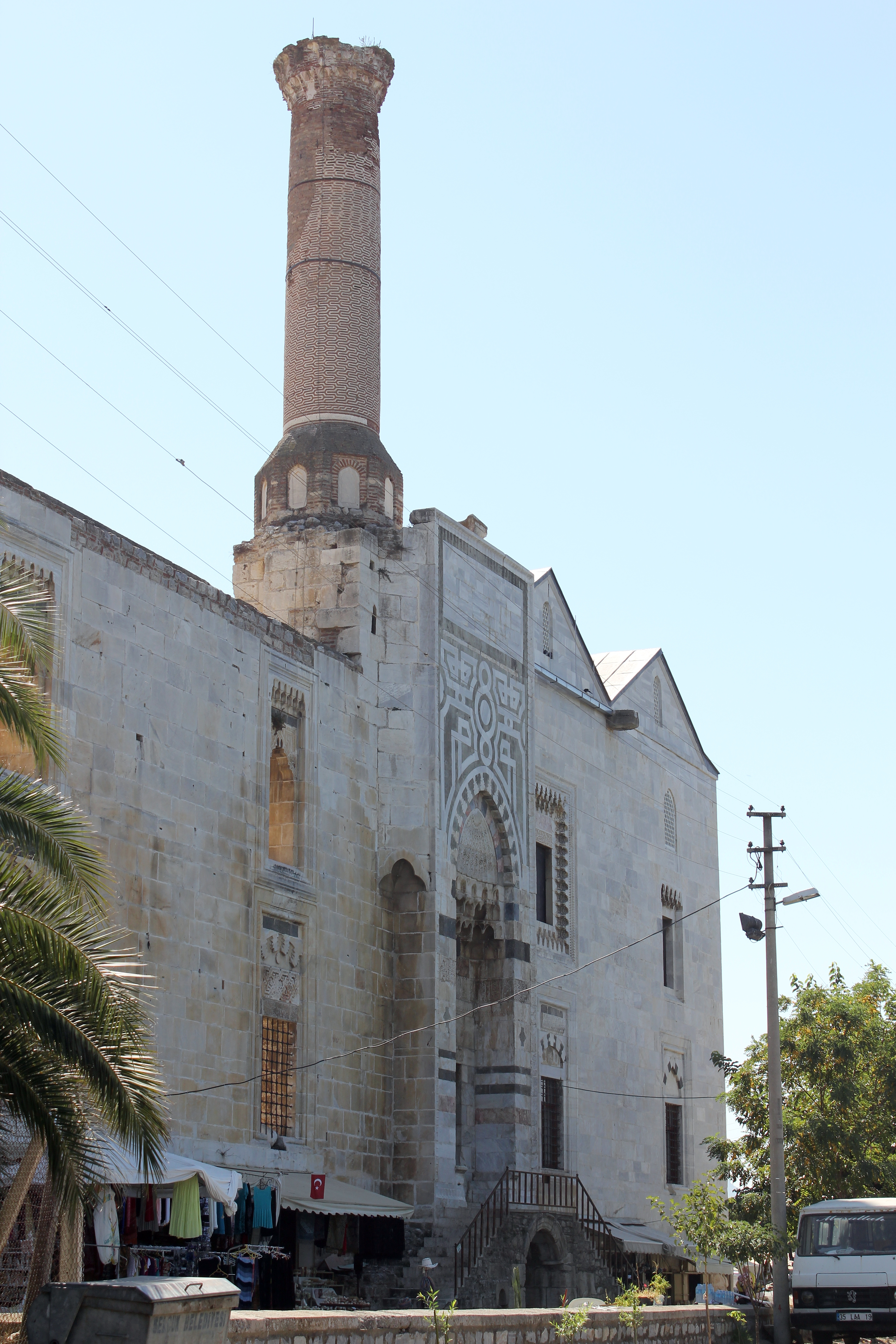
Westfassade
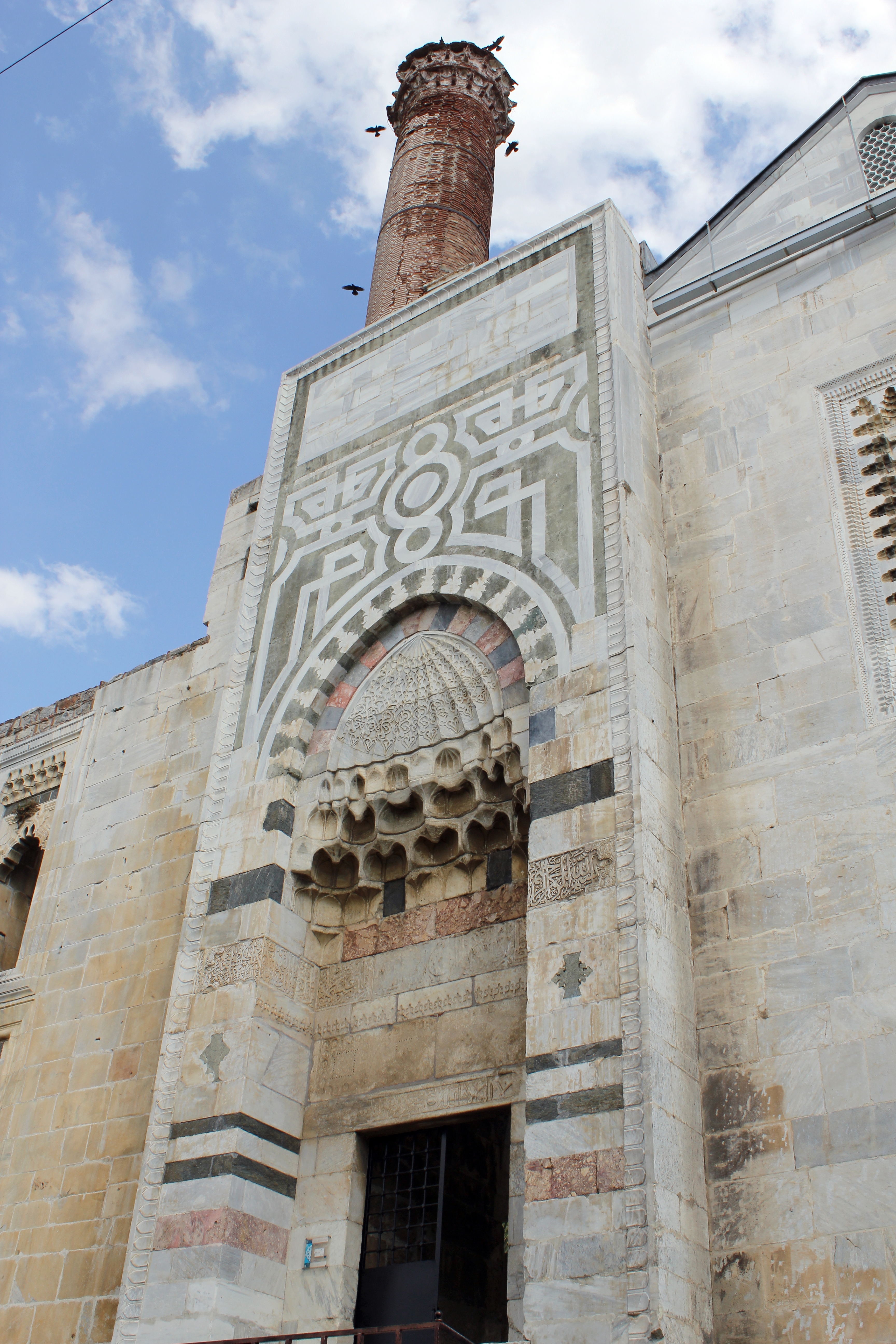
Hauptportal
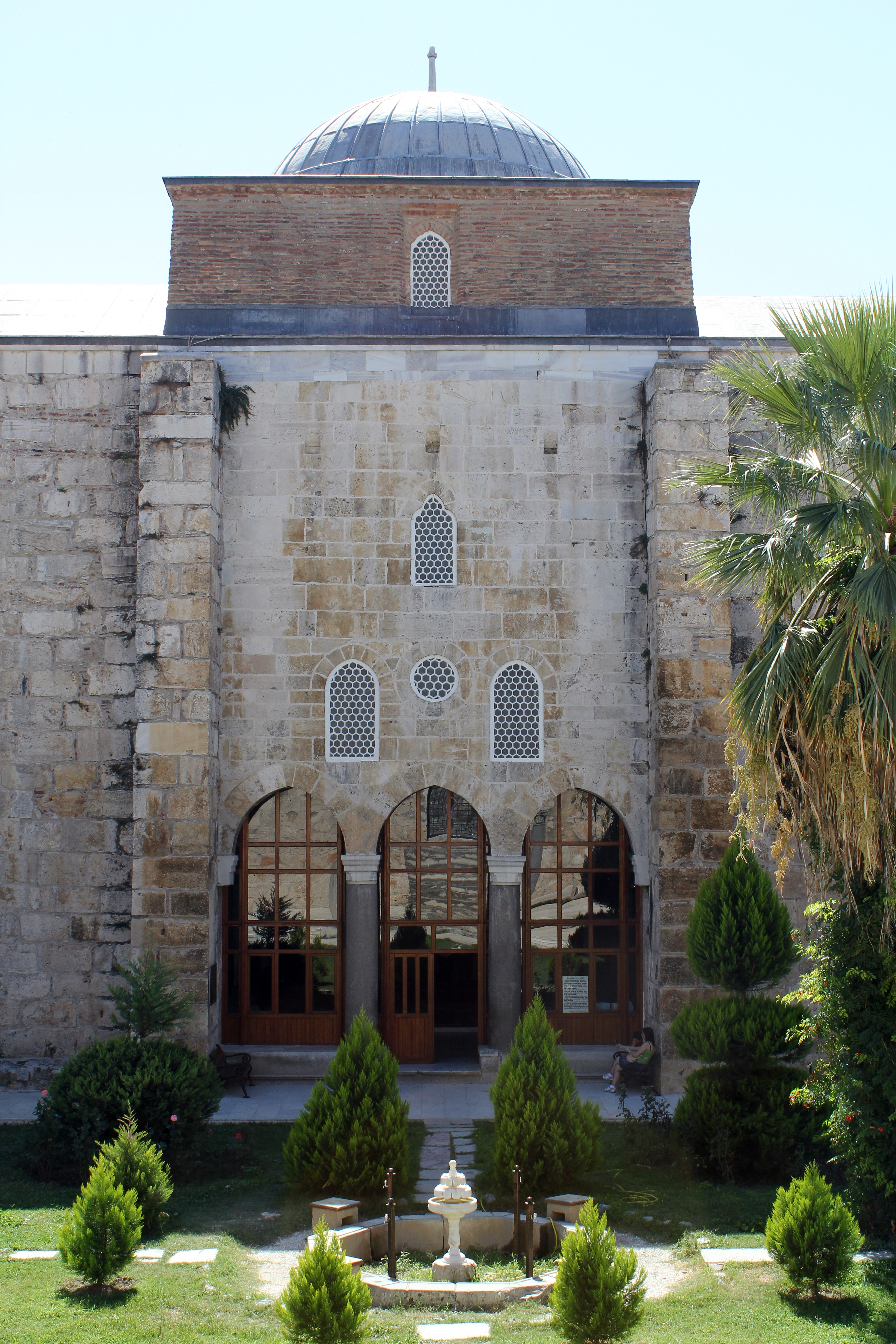
Innenhof mit Brunnen und Eingang zum Gebetsraum
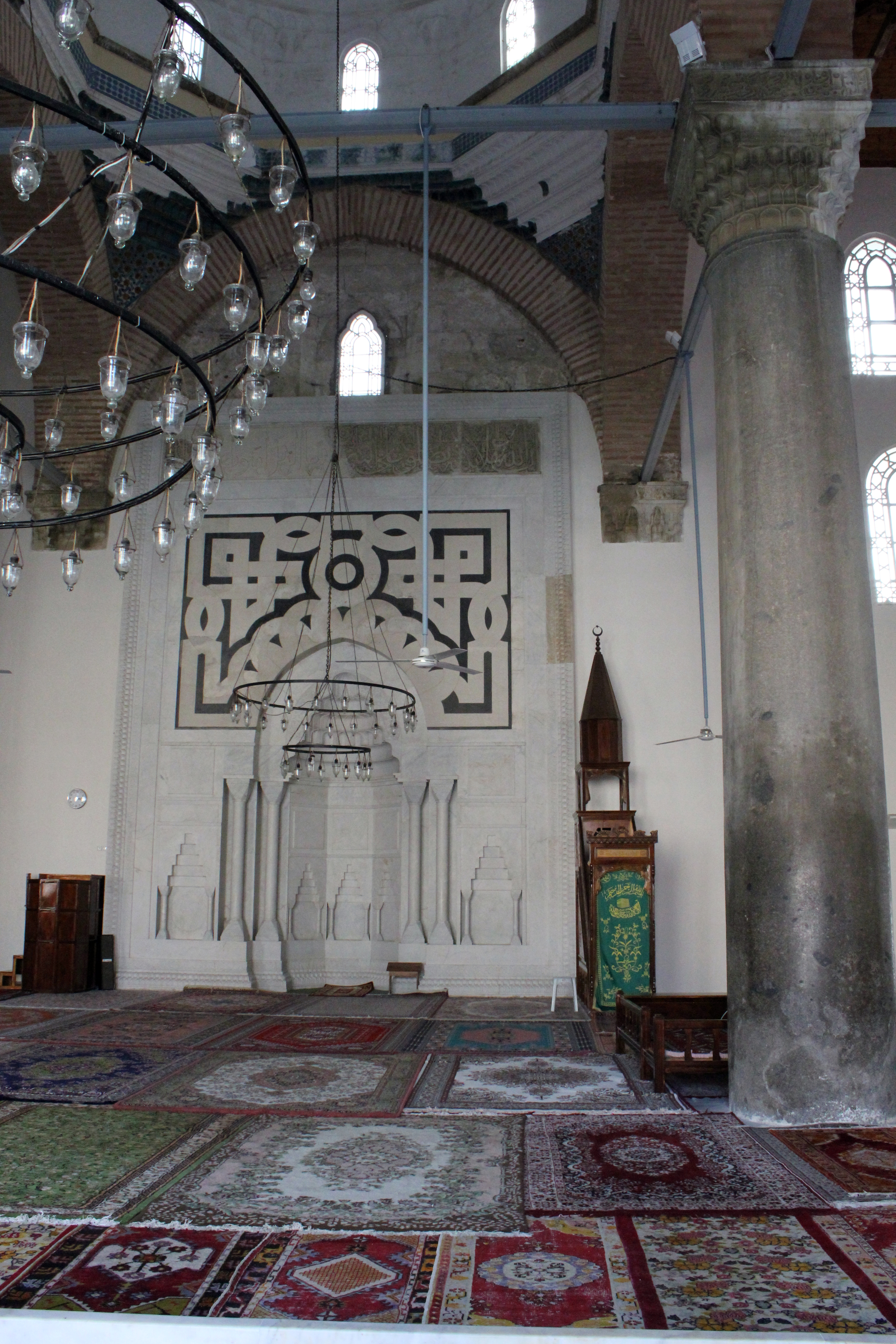
Gebetsnische (Mihrab) und Kanzel